# Classe Pará (monitores)
Classe Pará foi uma classe naval de seis monitores blindados com casco de madeira, com nomes de estados brasileiros, construídos no Rio de Janeiro para a Armada Imperial Brasileira durante a Guerra do Paraguai no final da década de 1860. Os três primeiros navios finalizados, Pará, Alagoas e Rio Grande, participaram na Passagem de Humaitá em fevereiro de 1868. Posteriormente, os navios restantes (Piauí, Ceará, e Santa Catarina) juntaram-se aos três primeiros e todos forneceram suporte de fogo para o exército pelo resto da guerra. Os navios foram divididos entre as flotilhas do Alto Uruguai e do Mato Grosso após a guerra. Alagoas foi transferido para o Rio de Janeiro na década de 1890 e participou da Revolta da Armada de 1893-94.

## Design e descrição
Os monitores fluviais da classe Pará foram projetados para atender à necessidade da Marinha do Brasil em possuir navios blindados, de pequeno calado e capazes de suportar fogo pesado, durante a Guerra do Paraguai, que viu a Argentina e o Brasil aliarem-se contra o Paraguai. Os dois monitores fluviais construídos no exterior já em serviço deslocavam água suficiente para que não pudessem operar nos rios mais rasos do Paraguai. A configuração do monitor foi a escolhida porque o projeto com torres não apresentava os mesmos problemas de abordagem de navios e fortificações inimigas que os couraçados casamata já em serviço no Brasil apresentavam. A torre de canhão oblonga ficava numa plataforma circular que tinha um pivô central. Era girada por quatro homens através de um sistema de engrenagens; eram necessários 2,25 minutos para uma rotação completa de 360 graus. Um rostro de bronze também foi instalado nesses navios. O casco foi revestido com metal Muntz para reduzir a bioincrustação.
Os navios mediam 39 metros de comprimento, com uma boca de 8,54 metros. Eles tinham um calado de entre 1,51 e 1,54 metros e deslocavam 500 toneladas. Com apenas 0,3 metros de borda livre tiveram que ser rebocados entre o Rio de Janeiro e a sua área de operação. A sua tripulação era composta por 43 oficiais e homens.

### Propulsão
Os navios da classe Pará tinham duas máquinas a vapor de ação direta, cada uma dirigindo uma hélice de 1,3 metros. Os seus motores eram movidos por duas caldeiras tubulares a uma pressão de 59 psi. Os motores produziram um total de 180 ihp que deu aos monitores uma velocidade máxima de 8 nós em águas calmas. Os navios carregavam carvão suficiente para um dia.

### Armamento
Os três primeiros navios carregavam um canhão Whitworth de 70 libras na sua torre de tiro, mas os últimos três foram equipados com um Whitworth de 120 libras. O canhão de 70 libras tinha uma elevação máxima de 15°, mas a elevação do canhão maior foi reduzida por causa do seu cano mais longo. Ambas as armas tinham um alcance máximo semelhante de 5540 metros. A Whitworth de 70 libras pesava 3 892 kg e disparava um projétil de 140 mm que pesava 36,7 kg. O projétil de 180 mm do Whitworth de 120 libras pesava 68,5 kg enquanto a própria arma pesava 7 556 kg. Uma característica incomum é que a estrutura de ferro, criada no Brasil, foi projetada para girar verticalmente com o cano do canhão; isso foi feito de modo a minimizar o tamanho da porta do canhão através da qual projeteis do inimigo poderiam entrar.

### Armadura
O casco dos navios da classe Pará era feito de três camadas de madeira que se alternavam na orientação. Tinham uma espessura de 457 mm e eram cobertas com uma camada de madeira de peroba-comum de 102 mm. Os navios tinham um cinturão de linha de água completo de ferro forjado, com uma altura de 0,91 metros; ele tinha uma espessura máxima de 102 milímetros a meio da embarcação, diminuindo para 76 mm e 51 mm nas extremidades do navio. O convés curvo foi blindado com ferro forjado de 12,7 mm.
A torre do canhão tinha a forma de um retângulo com cantos arredondados. Foi construído de forma muito semelhante ao casco, mas a frente da torre era protegida por uma armadura de 152 mm, os lados em 102 milímetros e a parte traseira em 76 milímetros. O seu teto e as partes expostas da plataforma sobre a qual repousava eram protegidos por 12,7 milímetros de armadura. A casa do piloto blindada foi posicionada à frente da torre.

## Construção
| Navio          | Construtor                                  | Batimento de quilha   | Lançamento            | Conclusão             | Destino                        |
| -------------- | ------------------------------------------- | --------------------- | --------------------- | --------------------- | ------------------------------ |
| Pará           | Arsenal de Marinha da Corte, Rio de Janeiro | 8 de dezembro de 1866 | 21 de maio de 1867    | 15 de junho de 1867   | Descartado em 1884 em Ladário  |
| Rio Grande     | Arsenal de Marinha da Corte, Rio de Janeiro | 8 de dezembro de 1866 | 17 de agosto de 1867  | 3 de setembro de 1867 | Sucateado em fevereiro de 1907 |
| Alagoas        | Arsenal de Marinha da Corte, Rio de Janeiro | 8 de dezembro de 1866 | 29 de outubro de 1867 | novembro de 1867      | Sucateado 1900                 |
| Piauí          | Arsenal de Marinha da Corte, Rio de Janeiro | 8 de dezembro de 1866 | 8 de janeiro de 1868  | janeiro de 1868       | Sucateado em 1893              |
| Ceará          | Arsenal de Marinha da Corte, Rio de Janeiro | 8 de dezembro de 1866 | 22 de março de 1868   | abril de 1868         | Sucateado em 1884              |
| Santa Catarina | Arsenal de Marinha da Corte, Rio de Janeiro | 8 de dezembro de 1866 | 5 de maio de 1868     | junho de 1868         | Afundou 1882                   |

## Serviço

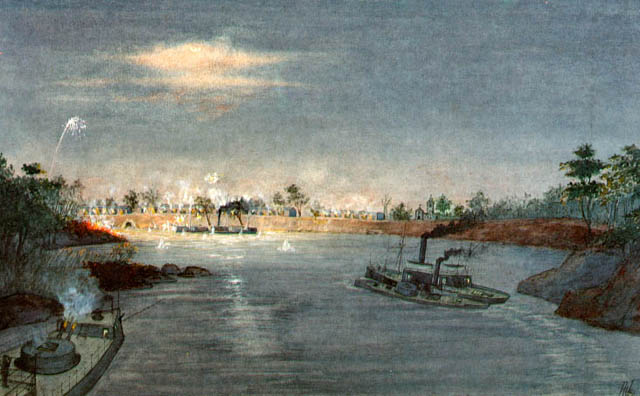
Uma pintura da Passagem mostrando um monitor da classe Pará amarrado a um dos maiores couraçados

Terminados os três primeiros navios, Pará, Alagoas e Rio Grande participaram na Passagem de Humaitá em 19 de fevereiro de 1868. Para o combate, os três monitores foram amarrados aos couraçados maiores, para o caso de algum motor dos encouraçados ficar inoperacional pelos canhões paraguaios. O encouraçado Barroso liderou com Rio Grande, seguido pelo encouraçado Bahia com Alagoas e o encouraçado Tamandaré com Pará. Tanto Alagoas, que havia sido atingido com cerca de 200 tiros, quanto o Pará, tiveram que ser encalhados após passar pela fortaleza para evitar que afundassem. Alagoas esteve em reparos em São José do Cerrito até meados de março, embora o Pará tenha entrado para uma esquadra para capturar a cidade de Laureles em 27 de fevereiro. O Rio Grande continuou rio acima com os outros navios não danificados e eles bombardearam Assunção em 24 de fevereiro, com pouco efeito. Em 23 de março, Rio Grande e Barroso afundaram o navio paraguaio Igurey e os dois navios foram abordados por soldados paraguaios na noite de 9 de julho, embora tenham conseguido repelir os invasores. A 29 de abril, o Ceará, o Piauí e o Santa Catarina romperam as defesas paraguaias em Guaraio, expulsando os paraguaios de lá.
Durante o resto da guerra, os monitores bombardearam posições paraguaias e baterias de artilharia em apoio ao exército, com destaque para Angostura, Timbó e ao longo dos rios Tebicuary e Manduvirá. Depois da guerra, os navios foram divididos entre as flotilhas recém-formadas do Alto Uruguai e do Mato Grosso. Alagoas foi transferido para o Rio de Janeiro na década de 1890 e participou na Revolta da Armada de 1893-94. Os navios foram descartados nas últimas duas décadas do século XIX, embora o Rio Grande tenha sido atracado para reconstrução em 1899. No entanto, o trabalho nunca foi concluído e ele acabou por ser descartado em 1907.